# モーダウタール
モーダウタール (ドイツ語: Modautal) は、ドイツ連邦共和国ヘッセン州ダルムシュタット＝ディーブルク郡に属す町村（以下、本項では便宜上「町」と記述する）。

## 地理

### 位置
モーダウタールはダルムシュタットの南東約15kmのオーデンヴァルト内に位置し、一部をモーダウ川が流れる。

### 隣接する市町村
モーダウタールは、北はオーバー＝ラムシュタット、北東はグロース＝ビーベラウ、東はフィッシュバッハタール、南東はリンデンフェルス、南はラウタータール（この2つはベルクシュトラーセ郡）、西はゼーハイム＝ユーゲンハイム、北東はミュールタールと境を接する。

### 自治体の構成
モーダウタールは、アラーツホーフェン、アスバッハ、ブランダウ（この地区に行政庁舎がある）、エルンストホーフェン、ヘルヒェンローデ、ホックスホール、クライン＝ビーベラウ、リュッツェルバッハ、ノインキルヒェン、ノイチュ、ヴェーベルンの各地区からなる。
自治体としてのモーダウタールはヘッセン州の市町村再編の一環として、1977年1月1日に合併・発足した。

## 行政

### 議会
モーダウタールの町議会は23議席からなる。

### 首長
イェルク・ラウテンシュレーガー (CDU) が2007年からモーダウタールの町長を務める。

## 交通
モーダウタールは、バス路線の便がよい。以下の路線が町内各地区やダルムシュタットを結んでいる。
- NE系統: ノイチュ - ニーダー＝ラムシュタット - トライザ - ダルムシュタット
- O系統: ブランダウ - ホックスホール - エルンストホーフェン - オーバー/ニーダー＝モーダウ - オーバー＝ラムシュタット - ダルムシュタット
- K56系統: リヒテンベルク/アスバッハ - ロールバッハ - オーバー＝ラムシュタット - ロスドルフ - ダルムシュタット
- K57系統: ガーデルンハイム - ブランダウ - ノインキルヒェン - リュッツェルバッハ - ニーダーデルンハウゼン - グロース＝ビーベラウ - ラインハイム
- K58系統: グロース＝ビーベラウ - リヒテンベルク - クライン＝ビーベラウ - アスバッハ - エルンストホーフェン - ロールバッハ

この町の特殊性は、2つの交通連盟に加盟していることにある。ライン＝ネッカー交通連盟 (VRN) のサービスエリア16、ライン＝マイン交通連盟 (RMV) のサービスエリア3910に属している。どちらの交通連盟に属す路線も市内であれば乗り継ぎの制限無しに1枚の切符で乗り継ぐことができる。モーダウタールは、ダルムシュタット＝ディーブルク郡内でVRNに属す唯一の町である。

## 見所
カイザー塔（実際にはベルクシュトラーセ郡のガーデルンハイムは、ヘッセンのベルクシュトラーセの最高峰である標高605mのノインキルヒャー・ヘーエに建っている展望塔（厳密にはラウタータール内）に属す）である。ここから、良く晴れて空気の澄んだ日にはヘッシシェ・リート全域やオーバーライン地溝帯北部、ライン川越しにプファルツ地方の丘陵地まで見渡すことができる。

### 建築

#### エルンストホーフェン城
エルンストホーフェン城の起源は8 - 9世紀に遡る。後に城塞に改築されるエルンストの館 (Hof des Ernst) がエルンストホーフェン集落の名前の元となった。エルンストホーフェン城塞は1440年に初めて文献に記録されている。この史料は、ラーベンホルト・ツゥ・エルンストホーフェンがこの城をハンス4世フォン・ヴァルブルン・ツゥ・ニーダー＝ラムシュタットに売却した時のものである。この城は15世紀から17世紀にかけてヴァ留ブルン家によって増改築がなされ、1722年まで居城として用いられた。この間に砦としての施設は徐々に失われて行き、城館に改造されていった。17世紀および18世紀にこの城は方伯の狩りの際の宿舎として用いられるようになった。現在、この城館は個人所有で、見学することはできない。

#### ホッテンバッヒャー・ホーフ
ホッテンバッヒャー・ホーフはクライン＝ビーベラウの農場で、その記録は14世紀にまで遡り、現在まで（三十年戦争の時代を例外として）活用されている。

## 引用文献
1. ↑  Hessisches Statistisches Landesamt: Bevölkerung in Hessen am 31.12.2023 (Landkreise, kreisfreie Städte und Gemeinden, Einwohnerzahlen auf Grundlage des Zensus 2011)]
2. ↑  ダルムシュタット＝ディーブルク郡およびダルムシュタット市の再編成 1974年6月26日
GVBl. I S. 318; GVBl. II Nr. 330-34
3. ↑  Gernot Scior: Die Herren von Wallbrunn zu Ernsthofen - Geschichte einer Herrschaft 1440 - 1722, Eigenverlag des Vereins für Heimatgeschichte Ober-Ramstadt 1977
4. ↑  Hans Ulrich Colmar: Aus der Geschichte des ehemals Rodensteinischen Hofes Hottenbach bei Klein-Bieberau, IN: Der Odenwald - Zeitschrift des Breuberg-Bundes, 48. Jahrgang 2001, Heft 3, S. 87ff.